# Глазырин, Алексей Александрович
Алексе́й Алекса́ндрович Глазы́рин (1 августа 1922, Глазов, Вотская автономная область — 13 апреля 1971, Москва) — советский актёр театра, кино и дубляжа. Заслуженный артист РСФСР (1957).

## Биография
Алексей Глазырин родился 1 августа 1922 года в городе Глазов.
Участник театральной фронтовой бригады.
Окончил Государственный институт театрального искусства (1944, курс В. В. Белокурова).
Работал в Таганрогском театре имени А. П. Чехова (1944—1954), новосибирском театре «Красный факел» (1954—1961), с 1961 года — в Московском театре имени К. С. Станиславского.
Актёр ушёл из жизни от инфаркта 13 апреля 1971 года в Москве, через неделю после премьеры киноленты «Белорусский вокзал», в которой сыграл одну из своих лучших ролей. По утверждению Евгения Леонова, законченный фильм Глазырин посмотреть так и не успел.
Похоронен на Введенском кладбище (участок № 5), где незадолго перед тем снимался ряд эпизодов фильма «Белорусский вокзал».

## Признание и награды
- Заслуженный артист РСФСР (1957).

## Творчество

### Роли в театре
- «Однажды в двадцатом» Н. Коржавина. Режиссёры: Б. А. Львов-Анохин и М. И. Резникович — Казанский[4]

### Фильмография
| Год  |   | Название                       | Роль                            |
| ---- | - | ------------------------------ | ------------------------------- |
| 1956 | ф | В погоне за славой             | директор завода                 |
| 1958 | ф | Мы из Семиречья                | Ростовцев                       |
| 1963 | ф | Оптимистическая трагедия       | ведущий                         |
| 1965 | ф | Знойный июль                   | Столетов                        |
| 1964 | ф | Живые и мёртвые                | Малинин, старший политрук       |
| 1965 | ф | Ярость                         | Сонин                           |
| 1966 | ф | На диком бреге                 | Дюжев                           |
| 1967 | ф | Вий                            | сотник                          |
| 1967 | ф | Короткие встречи               | Семён Семёнович                 |
| 1967 | ф | Седьмой спутник                | председатель трибунала          |
| 1967 | ф | Война и мир. Фильм 3: 1812 год | армейский доктор                |
| 1968 | ф | Карантин                       | Баландин                        |
| 1968 | ф | Мужской разговор               | отец Панкрушина                 |
| 1968 | ф | Щит и меч                      | майор Аксель Штейнглиц          |
| 1969 | ф | Обвиняются в убийстве          | прокурор                        |
| 1969 | ф | Только три ночи                | отец Кати                       |
| 1970 | ф | Освобождение                   | генерал Пантелеймон Пономаренко |
| 1970 | ф | Белорусский вокзал             | Харламов, директор завода       |
| 1970 | ф | Севастополь                    | матрос                          |
| 1971 | ф | Красная метель                 | комиссар                        |
| 1971 | ф | Молодые                        | отец Жени                       |